# Samuel Głowiński
Samuel Roch Głowiński herbu Roch II (ur. w lutym 1703, zm. 14 września 1776) – duchowny rzymskokatolicki, biskup pomocniczy lwowski w latach 1733–1776.

## Życiorys
Święcenia kapłańskie przyjął 22 lutego 1726. Kanonik kapituły katedralnej lwowskiej w 1727, kanclerz tej kapituły w 1728 i kustosz w 1730, oficjał lwowski w 1733.
2 grudnia 1733 został mianowany biskupem pomocniczym archidiecezji lwowskiej i biskupem tytularnym Hebronu. Fundator kolegium pijarskiego we Lwowie. Proboszcz kapituły katedralnej lwowskiej w 1753.